# Distretto di Paratia
Il distretto di Paratia è un distretto del Perù, facente parte della provincia di Lampa, nella regione di Puno.